# Mustazzoleddus
I mustazzoleddus de mendula sono un dolce tipico dell'oristanese, diffusi in tutta la Sardegna. Vengono preparati nelle festività e nel periodo natalizio.
Il dolce è fatto da piccoli mostaccioli di mandorla, decorati con una glassa detta "a puntu". La ricetta comprende farina di mandorle, zucchero, uova, un goccio di sambuca, dei cucchiai d'acqua di fior d'arancio e un pizzico di sale, con zucchero a velo per decorare.